# Would You Rather
Would You Rather è un film del 2012 diretto da David Guy Levy.
Pellicola horror prodotta negli Stati Uniti, sceneggiata da Steffen Schlachtenhaufen, mai uscita nelle sale in Italia. 
In Would You Rather (trad. "Preferiresti") otto estranei partecipano a un gioco innocuo, ma che col passare dei minuti si dimostra un gioco sadico che mette i suoi partecipanti di fronte a scelte terrorizzanti.

## Trama
Iris è una giovane donna disoccupata che vive insieme al fratello Raleigh. Quest’ultimo, malato terminale di leucemia, necessita di un trapianto di midollo osseo molto costoso, e per questo Iris si mette alla ricerca di un lavoro che le consenta di guadagnare dei soldi, ma nessuno dei suoi colloqui va a buon fine. Un giorno l’oncologo di suo fratello, il dott. Barden, le fa fare la conoscenza di Shepard Lambrick, un ricco filantropo, che offre alla donna la possibilità di vincere molti soldi vincendo ad un gioco che si terrà nella sua villa, e così le lascia il suo numero. Inizialmente, Iris è poco convinta per via delle scarse informazioni fornite ma, dopo l’ennesimo colloquio di lavoro andato male, decide di contattare Lambrick.
Il giorno seguente, la donna viene accompagnata alla villa del filantropo da un taxi. Una volta arrivata qui, fa la conoscenza di altri due partecipanti, Lucas e Cal, e così i tre iniziano a discutere sugli altri concorrenti; tra di essi, ci sono Conway, un ex-alcolista sulla settantina, Peter, un giocatore d’azzardo esperto, Linda, una donna anziana in sedia a rotelle perché paralizzata, Travis, un ex-veterano di guerra sull’attenti, ed Amy, una donna fredda e senza scrupoli che preferisce isolarsi dal resto del gruppo. Shepard accoglie poi gli ospiti e li fa sedere per la cena, durante la quale decide di offrire rispettivamente 10,000 $ ad Iris, la quale è vegetariana, per mangiare un piatto di carne, e 50,000 $ a Conway per bere un’intera bottiglia di scotch, entrando così nel vivo del gioco.
L’uomo spiega poi ai concorrenti che esso consisterà in una versione più accattivante del gioco popolare Preferiresti (Would you Rather, in originale) e che loro dovranno scegliere tra due alternative entro un limite di tempo, altrimenti verranno eliminati. Dopo che nessuno si fa avanti per abbandonare il gioco, Shepard fa entrare in sala Bevans, suo maggiordomo ed ex agente-segreto dell’MI5, con un marchingegno in grado di generare scariche elettriche. Conway, dopo aver capito la natura malata del gioco, tenta di andarsene, ma viene ucciso da Bevans e Shepard, dopo aver stabilito che d’ora in avanti gli ospiti sono costretti a giocare, dà ufficialmente inizio al primo turno.
I partecipanti verranno collegati al marchingegno e dovranno scegliere con dei pulsanti se far sottoporre ad un turno di elettroshock la persona accanto a loro oppure se stessi. Il primo ad iniziare è Cal, il quale decide di sacrificarsi per Amy, mentre la donna non si fa problemi a scegliere Linda. Quest’ultima, avendo già subito un turno di elettroshock, decide di folgorare Peter, mentre Lucas si sacrifica sia per Travis che per Iris. Infine, Iris decide di folgorare se stessa per non sottoporre Cal ad un altro turno di elettroshock. Intanto il dott. Barden, pentitosi di aver messo Iris in una brutta situazione, decide di irrompere nella villa armato per salvarla. Il figlio di Lambrick, Julian, che aveva assistito in prima persona al gioco, inizia a provocare i partecipanti e finisce per avere una discussione con Travis, dicendogli che si pentirà di averlo sfidato.
Per il secondo turno, i partecipanti devono decidere se pugnalare la persona accanto a loro con un rompighiaccio oppure frustare per tre volte Travis con una frusta africana. Sia Iris che Lucas optano per la frusta, temendo di uccidere qualcuno con la pugnalata, mentre Travis stesso decide di lasciarsi frustare da Bevans, riportando gravi danni alla schiena e collassando a terra poco dopo. Peter, razionalizzando che Travis non sarebbe sopravvissuto ad altre lesioni, decide di pugnalare Linda ad una gamba paralizzata, dove non può sentire dolore, ma le perfora accidentalmente l’arteria femorale. Linda soccombe poco dopo alla ferita, non prima di aver pugnalato Amy. Shepard dà a quest’ultima la possibilità di scegliere chi pugnalare, e la donna, dopo aver ricordato ai presenti che il loro obiettivo è quello di eliminarsi a vicenda, si fionda su Iris e la pugnala ad un fianco, avvicinandosi al polmone; grazie all’intervento di Lucas, la donna sopravvive. Infine, Cal decide di frustare Travis, così da porre fine alle sue sofferenze; il veterano, ancora vivo ma impossibilitato a continuare il gioco, viene portato via per essere successivamente ucciso.
Approfittando di un attimo di distrazione, i partecipanti si ribellano alle guardie. Iris fugge attraverso la porta principale, mentre Shepard uccide Cal con la sua pistola e mette fine alla rivolta. Julian trova Iris nello scantinato e tenta di stuprarla, ma lei lo colpisce e lo pugnala con il rompighiaccio. Poco dopo, la donna viene raggiunta dal dott. Barden, che però viene ucciso da Bevans dopo aver tentato di rassicurarla. Il maggiordomo riporta Iris ai giochi e informa Shepard del tentato stupro da parte del figlio; il magnate si scusa con lei per poi dare inizio al terzo turno.
I partecipanti devono decidere se pescare un foglietto con all’interno una penitenza qualsiasi oppure tenere per due minuti la testa in un barile d’acqua. Peter sceglie il foglietto, e la sua penitenza consiste nel farsi esplodere un petardo in mano; l’uomo, a seguito dell’esplosione, viene colto da un infarto e muore. Anche Lucas sceglie il foglietto, e la sua penitenza consiste nel tagliarsi un occhio con una lametta; l’uomo, spaventato, completa la sfida all’ultimo secondo. Iris sceglie invece il barile e, spinta dal desiderio di salvare suo fratello e non morire, riesce a completare la sfida. La penitenza del suo foglietto consisteva nel farsi estrarre tutti i denti. Infine, Amy sceglie il foglietto, ma la sua penitenza consiste nel tenere la testa nel barile d’acqua per quattro minuti anziché due, e muore affogata.
Rimangono soltanto Iris e Lucas, e Shepard fa lanciare una monetina per scegliere a chi affidare la decisione finale, che ricade su Iris. La donna può scegliere di abbandonare il gioco assieme a Lucas ma a mani vuote, oppure di ucciderlo con una pistola e vincere il montepremi, garantendo la salvezza di suo fratello. Lucas tenta di convincere la donna ad andarsene insieme, ma lei preme il grilletto all’ultimo secondo, e viene dichiarata in lacrime la vincitrice del gioco. Il giorno seguente, Shepard informa Iris di essere riuscito a trovare un donatore per suo fratello in Romania, e la donna viene portata poi a casa. Qui, scopre che durante la notte dei giochi Raleigh si è suicidato tramite overdose di farmaci, rendendo vani tutti i suoi sforzi. Il film termina con Iris che piange sul cadavere del fratello, scioccata.

## Personaggi
- Iris, interpretata da Brittany Snow.
Una ragazza che cerca disperatamente di guadagnare i soldi necessari per curare la Leucemia di suo fratello Raleigh e che accetterà, seppur con iniziale riluttanza, di partecipare al gioco. Dopo aver vinto scoprirà che suo fratello si è suicidato durante il suo gioco.

- Shepard Lambrick, interpretato da Jeffrey Combs.
Un famoso filantropo e sadico organizzatore del gioco, che si mostrerà senza scrupoli e indifferente alle suppliche dei partecipanti.

- Bevans, interpretato da Jonny Coyne.
Un ex agente dell'MI5 e braccio destro di Lambrick, subordinerà lo svolgimento dei giochi, uccidendo partecipanti ribelli e intrusi.

- Dr. Barden, interpretato da Lawrence Gilliard Jr..
Dottore di Iris e anche lui vincitore di una precedente edizione del gioco, si infiltrerà nella casa dove si svolgono i giochi per tentare di salvarla, ma finirà coll'essere ucciso da Bevans.

- Lucas, interpretato da Enver Gjokaj.
Un dei partecipanti e amico di Iris, che si taglierà un occhio secondo la propria busta e che verrà ucciso proprio da Iris per la vincita del gioco.

- Amy, interpretata da Sasha Grey.
Una donna senza scrupoli, che non esita a uccidere gli altri per il proprio tornaconto. Morirà affogata dopo che la sua busta prevedeva il rimanere sott'acqua per quattro minuti anziché due.

- Conway, interpretato da John Heard.
Un ex alcolista sulla settantina che ha provato a ribellarsi prima dell'inizio dei giochi, rendendolo il primo partecipante a essere "eliminato".

- Cal, interpretato da Eddie Steeples.
Un uomo molto empatico, qualità che lo rende incline a tenere di più al benessere degli altri che al suo. Morirà ucciso da Lambrick dopo aver provato ad aggredirlo con la frusta.

- Linda, interpretata da June Squibb.
Una donna anziana e paralizzata, che muore silenziosamente dopo che Peter perfora accidentalmente la sua arteria femorale.

- Travis, interpretato da Charlie Hofheimer.
Un veterano che, dopo una discussione col figlio del governante Lambrick, dovrà farsi frustare con una Sjambok durante il secondo turno e, come già prevedibile, morirà al termine di esso a causa delle lesioni subite.

- Peter, interpretato da Robb Wells.
Un giocatore d'azzardo che muore durante il terzo turno a causa della penitenza capitata nella sua busta: farsi esplodere un petardo in mano (anche se non sarà l'esplosione ad ucciderlo ma l'infarto sopraggiunto dopo essa).

- Julian, interpretato da Robin Taylor.
Il figlio del governante Lambrick, con chiari problemi mentali e sessuali trascurati dal padre. Avrà una violenta discussione con Travis prima del secondo turno, causandone indirettamente la morte e durante la rivolta dei partecipanti tenterà di stuprare Iris, ma quest'ultima reagisce e lo pugnala. Shepard punirà poi il figlio e si scuserà personalmente con Iris.

- Raleigh, interpretato da Logan Miller.
Il fratello di Iris, che necessita di un trapianto di midollo osseo, in quanto malato di leucemia. Si suiciderà la notte dei giochi di sua sorella.

## Curiosità
- Iris rimane sott'acqua per un minuto e sedici secondi anziché due.
- Dopo che Bevans rimuove la testa di Amy fuori dall'acqua, la dichiara deceduta, nonostante la ragazza dovesse essere ancora incosciente.
- Travis, il soldato di guerra frustato ripetutamente con una frusta di tipo Sjambok, dopo essere stato frustato da Cal è ancora vivo, ma impossibilitato a continuare il gioco, al che Bevans fa un gesto con la pistola a una guardia, e dopo si sarebbe dovuto sentire uno sparo fuori scena, indicante l'uccisione di Travis, alla fine rimosso.
- Shepard durante il primo turno obbliga i partecipanti a scegliere se folgorare se stessi o il loro compagno, tuttavia il modo in cui lo spiega è sbagliato, riferendosi all'elettroesecuzione.